# WA-Side
WA-Side(ダブルエーサイド)は、2015年に結成された女性アイドルグループである。
株式会社オフィス・ドリームボール所属。

## 概要
2015年3月7日、『北沢タウンホール』で開催された『第2回アイドルソロクイーンコンテスト』にLoveme Kissme所属の一二三茜と、FUNKASTIC☆JAM所属の姫里綾美がそれぞれエントリーし、予選ブロックをそれぞれ2位に大差を付けての1位という成績で突破し、本選でも姫里が3位入賞、一二三が10位ながら審査員特別賞受賞という成績を残した 事で、両ユニットのプロデューサー命により1週間後に一二三茜と姫里綾美の2名により結成。結成当初はオリジナル楽曲は作らず、一二三茜と姫里綾美の楽曲をカバーし、更に昇華させていく事をコンセプトとしていた。6月9日にはファーストシングル『PEACE LOVE』をリリースすると、8月28日にはセカンドシングル『VISION』を発売した。いずれも「Akane-Side」と「Ayami-Side」の2種類が制作され、カップリング曲はそれぞれのソロ曲が収録されている。また、新宿で発売開催された発売イベントでは両シングルとも即時完売を果たした。
2015年10月には初の海外ライブとなる、台湾で毎年開催される世界的ダンスイベント『BATTLE ISM』に日本人として初の参加。また、台中市からは感謝状が贈呈され、台湾のテレビ局で紹介される等日本国外にも知名度を広めた。

## 沿革

### 一二三茜
東京都出身。
2014年3月4日に現在の事務所に所属し、『D☆EGGS』として活動を開始。
3月23日に「AKIBAドラッグ&カフェ」で開催された『わがままジュリエット ～アイリーン＆マリリン生誕記念ライブ～』にて初御披露目されると、その後も多数のイベントにスタッフや舞台挨拶として参加する。
4月27日に『D☆EGGS』としてデビューした直後に、新ユニット『Loveme Kissme』のメンバーとなることが発表される。その為、『D☆EGGS』としての活動期間は、結成直後に体調不良により一度もステージに上がる事なく芸能活動を休止した宝来愛美 を除くと、メンバー最短活動日数となる36日間のみの活動であり、ライブ本数はデビューライブとなる『D☆EGGS 2ndワンマンライブ』の1本のみとなった。
6月24日に豊島区池袋にあるライブハウス「Black Hole」で開催された『ガールズサミットFree!!』では『一二三&D☆EGGS』としてステージに立つと、7月6日には『一二三茜（from.Loveme Kissme）』としてソロデビューを果たす。7月20日からはソロの名義を『VIRGIN SHOCK』に変更した。
2015年2月24日、ソロ名義を『VIRGIN SHOCK』から『一二三茜』に戻し、長らく休止していたソロ活動を再開すると、3月7日に「北沢タウンホール」で開催された『第2回アイドルソロクイーンコンテスト』にエントリー。参加98名の中から第10位にランクインを果たした他、審査員特別賞を受賞した。
3月12日、同じく『第2回アイドルソロクイーンコンテスト』に出演した姫里綾美と共に新ユニット『WA-Side』の結成を発表、3月15日に新宿区歌舞伎町にある「DREAM STORE」で開催されたライブにて先行披露された後、3月19日に開催された『Japan Expo 2015』への出演権コンテスト『Tokyo Candoll 2015』東京予選にて本お披露目となった。
6月28日、「HOLIDAY SHINJUKU」で開催された自身の生誕祭にてロックバンド『一二三茜&スナイパーズ』を結成し、初のオリジナルソロ曲である『手強い相手』を発表。同日、1stソロシングル『手強い相手』を発売した。
9月3日、森田光結と共に1年5ヶ月在籍したLoveme Kissmeからの卒業を発表し、9月27日をもってLoveme Kissmeを卒業した。

## ディスコグラフィ

### CDシングル
『PEACE LOVE』[Akane-Side lov - 1113 / Ayami-Side lov - 1114]（2015年6月9日発売）
- PEACE LOVE（作詞:籠尾訓一 / 作曲・編曲:トシユキタカミ）
- HAJIMARIのMELODY!（作詞:籠尾訓一 / 作曲・編曲:中村友則）
- 遊びの天才大集合!（作詞:籠尾訓一 / 作曲・編曲:中村友則）

『VISION』[Akane-Side CAE - 0024 / Ayami-Side CAE - 0025]（2015年8月28日発売）
- VISION（作詞:籠尾訓一 / 作曲・編曲:トシユキタカミ）
- EDGH!（作詞:籠尾訓一 / 作曲・編曲:トシユキタカミ）
- 君と僕ブレイクするよ（作詞・作曲:籠尾訓一 / 編曲:Kage）

『White Night』[Akane-Side CAE - 0027 / Ayami-Side CAE - 0028]（2015年12月2日発売）
- White Night（作詞:籠尾訓一 / 作曲・編曲:Tosh.M）
- Dreaming now!（作詞・作曲:籠尾訓一 / 編曲:及川康平）
- 初恋グランド（作詞:籠尾訓一 / 作曲・編曲:トシユキタカミ）

『桜散りゆく頃』[Akane-Side CAE - 0032/ Ayami-Side CAE - 0033]（2016年2月12日発売）
- 桜散りゆく頃（作詞・作曲:籠尾訓一 / 編曲:Tosh.M）
- Your Eyes（作詞:籠尾訓一 / 作曲:克彦 / 編曲:トシユキタカミ）
- ドッキュン!バッキュン!妄想デート（作詞:籠尾訓一 / 作曲・編曲:中村友則）

### CDアルバム
『ライブ至上主義宣言』[CAE - 0030]（2015年12月27日発売）
- 1. WA-Rush -OPSE-
  2. VISION
  3. SILENT FEATURE
  4. SOS
  5. TRUE LOVE
  6. NoNo
  7. PANDORA
  8. ババババ☆ガガガガ
  9. Password -WA-Side ver-
  10. メモリー
  11. PEACE LOVE

### DVD
- 『WA-Side台湾遠征!2015.10.02-05』（2015年11月28日発売）

## 出演イベント情報

### 2016年
| 日時                                           | イベント名 | 会場                                          | 備考                                            |
| ---------------------------------------------- | --- | --------------------------------------------- | ----------------------------------------------- |
| 1月1日                                         | JAPAN IDOL SUPER LIVE 2016 vol.1 〜新春お祭り公演〜みんなおいで編〜                                                                                    | TSUTAYA O-East                                |                                                 |
| 1月3日                                         | asia SUPER LIVE 2016 vol.1 Supported by club asia 〜DISDOL小夏ちえり生誕祭〜                                                                           | club asia                                     |                                                 |
| 1月5日                                         | duo SUPER LIVE 2016 vol.1 | duo MUSIC EXCHANGE                            |                                                 |
| 1月5日                                         | duo SUPER LIVE 2016 vol.2 | duo MUSIC EXCHANGE                            |                                                 |
| 1月8日                                         | asia SUPER LIVE 2016 vol.3 Supported by club asia | club asia                                     |                                                 |
| 1月9日                                         | IDOL Carnivar in MATSUYAMA Vol.1 〜BUNNY♥KISS "BUNNY GO AROUND" TOUR 2015 - 2016〜                                                                     | 松山サロンキティ                              | 昼の部・夜の部両公演出演                        |
| 1月10日                                        | IDOL Carnivar in KAGAWA Vol.2 〜BUNNY♥KISS "BUNNY GO AROUND" TOUR 2015 - 2016〜                                                                        | CAFE & LOUNGE swagg                           | 昼の部・夜の部両公演出演 昼の部終了後オフ会開催 |
| 1月11日                                        | IDOL Carnivar in HIROSHIMA Vol.1 〜BUNNY♥KISS "BUNNY GO AROUND" TOUR 2015 - 2016〜                                                                     | CAVE-BE                                       | 昼の部のみ出演                                  |
| 1月11日                                        | IDOL Collection Vol.135 〜新年あけましておめでとうございます!〜                                                                                        | 長堀橋WAXX                                    |                                                 |
| 1月16日                                        | ドリームボールファン感謝祭2016-1 | DREAM STORE                                   |                                                 |
| 1月16日                                        | 新春お年玉ライブ | DREAM STORE                                   |                                                 |
| 1月16日                                        | 続新春お年玉ライブ | DREAM STORE                                   |                                                 |
| 1月17日                                        | アイドルミュージックパワーライブ VOL.1 〜東京MXテレビ『IDOL MUSIC POWER＋』連動LIVE!〜                                                                 | KASYOKU STUDIO                                |                                                 |
| 1月21日                                        | Dream on stage in asia vol.1 | club asia                                     |                                                 |
| 1月23日                                        | IDOL Carnivar in UTSUNOMIYA Vol.1 〜BUNNY♥KISS "BUNNY GO AROUND" TOUR 2015 - 2016〜                                                                    | HEAVEN'S ROCK 宇都宮 VJ-2                     | 昼の部・夜の部両公演出演                        |
| 1月24日                                        | 超アキバジャンボリー | P.A.R.M.S                                     |                                                 |
| 1月24日                                        | 宇宙×日本×秋葉原 Vol.11 | AKIBAドラッグ&カフェ                          |                                                 |
| 1月26日                                        | asia SUPER LIVE 2016 vol.5 Supported by club asia | club asia                                     |                                                 |
| 1月30日                                        | 〜「ぽんぽこ祭り」Miyu生誕祭〜 Dream on Stage VOL.39                                                                                                   | The DOORS                                     |                                                 |
| 1月30日                                        | 〜姫里綾美生誕祭 & 1stシングル「Singlove Purelove」発売〜 Dream on Stage VOL.40                                                                        | The DOORS                                     |                                                 |
| 1月31日                                        | Coco Radia #4 | 文京シビックホール 小ホール                   |                                                 |
| 2月2日                                         | asia SUPER LIVE 2016 vol.6 Supported by club asia 〜リーブルエールりおんはな生誕祭〜                                                                   | club asia                                     |                                                 |
| 2月6日                                         | TSUTAYA400号西那須野店インストアライブ | TSUTAYA400号西那須野店内 MID BOX              | 第1部・第2部両公演出演                          |
| 2月7日                                         | WA-Side 第1回シークレットライブ「LoversLive!」新曲発表!                                                                                                | 新宿RUIDO K4                                  |                                                 |
| 2月7日                                         | 〜石渡りこ(わがままジュリエット)生誕祭〜 Dream on Stage VOL.41                                                                                         | 新宿RUIDO K4                                  |                                                 |
| 2月11日                                        | バラエティイベントハコニワ〜Valentine's Day SP〜 第一部『Valentine's Party』                                                                           | 新宿バティオス                                | 第1部のみ出演                                   |
| 2月12日                                        | WA-Side 4thシングル「桜散りゆく頃」リリースイベント! 卒業 〜my graduation〜出演者制服限定イベント!全員参加の卒業写真な感じのフォトセッションあり!      | インド料理 PAPERA                             |                                                 |
| 2月13日                                        | 第2回ワールドバレンタインフェスティバル2016 | 代々木公園野外大ステージ                      |                                                 |
| 2月14日                                        | 第2回ワールドバレンタインフェスティバル2016 | 代々木公園野外大ステージ                      |                                                 |
| 代々木アイドルミュージアムvol.1 バレンタインsp | ミューズ・モード音楽院 |                                               |                                                 |
| 2月20日                                        | OSAKA WONDER PANIC WA VOL.1 | HOLIDAY OSAKA                                 | WA-Side主催ライブ                               |
| 2月20日                                        | OSAKA WONDER PANIC WA VOL.2 | HOLIDAY OSAKA                                 | WA-Side主催ライブ                               |
| 2月21日                                        | アイドルミュージックパワーライブ VOL.3 〜東京MXテレビ『IDOL MUSIC POWER＋』連動LIVE!〜                                                                 | KASYOKU STUDIO                                |                                                 |
| 2月22日                                        | 浅草西地区アイドル祭り2016 | 浅草公会堂                                    |                                                 |
| 2月23日                                        | asia SUPER LIVE 2016 vol.8 Supported by club asia | club asia                                     |                                                 |
| 2月27日                                        | 〜九十九里へようこそ〜太陽の里 アイドルLIVE | スパ＆リゾート九十九里 太陽の里 演丸劇場      | ライブ終了後オフ会開催                          |
| 2月28日                                        | アイドル大集合 in イオン狭山店 | イオン狭山店 1階特別催事場                    |                                                 |
| 3月4日                                         | DNQ vol.6 〜3月もすべてが大丈夫です!!〜 | morph-tokyo                                   |                                                 |
| 3月5日                                         | アイドル大集合 in イオンモール木更津 | イオンモール木更津 ライブパーク               |                                                 |
| 3月6日                                         | 〜impression Chiri 生誕祭〜 Dream on Stage VOL.42 | 新宿RUIDO K4                                  |                                                 |
| 3月6日                                         | アイドル大集合 in モザイクモール港北 | モザイクモール港北都筑阪急 新星堂STYLE STUDIO |                                                 |
| 3月11日                                        | 第四回福魂祭 FUKUSHIMA SOUL 2016.3.11 | ビッグパレットふくしま                        |                                                 |
| 3月12日                                        | 第2回上野公園アイドルMUSICフェスティバル vol.1 | 上野恩賜公園不忍池水上音楽堂                  |                                                 |
| 3月13日                                        | 第2回上野公園アイドルMUSICフェスティバル vol.2 | 上野恩賜公園不忍池水上音楽堂                  |                                                 |
| 3月13日                                        | アキバアイドルフェスティバル vol.18 | AKIBAドラッグ&カフェ                          |                                                 |
| 3月13日                                        | アキバアイドルフェスティバル vol.18 | moefarre                                      |                                                 |
| 3月19日                                        | WA-Sideワンマンライブ前哨戦! パフォーマンス至上主義!vol.2 20分×8組限定 完全燃焼ライブ                                                                  | morph-tokyo                                   |                                                 |
| 3月19日                                        | WA-Side 1stワンマンライブ〜「ライブ至上主義宣言」〜 | morph-tokyo                                   | WA-Side主催ライブ                               |
| 3月20日                                        | アイドルミュージックパワーライブ VOL.5 〜東京MXテレビ『IDOL MUSIC POWER＋』連動LIVE!〜                                                                 | KASYOKU STUDIO                                |                                                 |
| 3月21日                                        | Girl Music Time!! in 高崎 | Club JAMMER'S                                 |                                                 |
| 3月25日                                        | ジュリアナの祟り1周年記念3ライブ3月3マン3本勝負3本目 ヨダレ担当長居刻卒業式編『ジュリ祟・ルピナス・WA-SideでジュルジュルSide〜涙隠してヨダレ隠さず〜』 | 渋谷REX                                       |                                                 |
| 3月26日                                        | 【錦糸町さくらまつり】一般社団法人ピースライブ主催 すみだライブフェス2016 〜ダメ。ぜったい。〜                                                         | 墨田区立錦糸公園 特設ステージ                 |                                                 |
| 3月27日                                        | 【錦糸町さくらまつり】一般社団法人ピースライブ主催 すみだライブフェス2016 〜ダメ。ぜったい。〜                                                         | 墨田区立錦糸公園 特設ステージ                 |                                                 |
| GIRLS STARGATE NEXT Vol.40                     | TSUTAYA O-nest |                                               |                                                 |
| 4月2日                                         | WA-Side・水森由菜withつるぴかりんミニライブ | イオン狭山店 1階特別催事場                    | 第1部・第2部両公演出演                          |
| 4月2日                                         | 【イオンモール日の出 春休みスペシャル】 WA-Side・水森由菜withつるぴかりんミニライブ                                                                    | イオンモール日の出専門店街1階メインコート     |                                                 |
| 4月3日                                         | YANOFES 3days!!!! 3日目 | 名古屋CLUB QUATTRO                            |                                                 |
| 4月9日                                         | アイドル無双 郡山初陣 | 郡山市中央公民館 多目的ホール                 | 第1部・第2部両公演出演                          |
| 4月10日                                        | LIVEプラス＠渋谷VISION | SOUND MUSEUM VISION                           |                                                 |
| 4月15日                                        | 『萌姫』インストアライブ | メイドカフェ萌姫 (台湾)                       |                                                 |
| 4月16日                                        | 杰克音樂ライブ | 杰克音樂 (台湾)                               |                                                 |
| 4月17日                                        | psylume vol.9 | PIPELIVEMUSIC (台湾)                          |                                                 |
| 4月22日                                        | DivAEffectProjrct 2ndアルバム楽曲お披露目会 | ポニーキャニオン本社1階イベントスペース       |                                                 |

### 2017年
| 日時   | イベント名                                     | 会場               | 備考                   |
| ------ | ---------------------------------------------- | ------------------ | ---------------------- |
| 3月5日 | 忍者WARS in東京タワー×シアタープロレス花鳥風月 | 東京タワースタジオ | 第1部・第2部両公演出演 |

### 主催ライブ
|  |  |

## メディア出演・掲載情報

### テレビ・ラジオ
東京MXテレビ
- 『第三回アイドル紅白歌合戦』
  - 2015年7月25日放送
- 『アイドルバトラー』
  - 2015年9月27日放送
- 『第四回アイドル紅白歌合戦』
  - 2016年1月31日放送

調布エフエム放送
- 『WAと演歌女子』
  - 2016年2月6日〜

### 新聞・雑誌等
- マーキー・インコーポレイティド株式会社『MARQUEE Vol.109』（2015年6月10日発行）
- 株式会社ポピュナイテッド『GIRL'S POP・UNITED Vol.8』（2015年7月25日発行）
- 株式会社ポピュナイテッド『GIRL'S POP・UNITED Vol.11』（2015年10月26日発行）
- 『日刊ゲンダイ』（2016年1月25日刊）
- 『産経新聞』（2016年4月9日刊）[11]
- 株式会社音楽出版社『CDJournal2016年 5月号 (p.112)』（2016年4月20日発売）